# 磐石 (補給艦)
高速戦闘支援艦「磐石」（AOE-532）は台湾海軍の補給艦。現在台湾海軍で最大の排水量を持つ艦艇となっている。台湾海軍151艦隊に所属し、母港は左営港。

## 概要
「磐石」が就役する前、台湾海軍には補給艦「武夷」(AOE-530)のみが艦船に対する補給を行っており、日常的な任務や戦時の要求を満たすことできなかった。また、「武夷」のメンテナンススケジュールは台湾海軍の遠洋作戦や訓練計画にも影響を及ぼしていた。
そのような経緯から、台湾海軍は2009年に「禎祥計画」を立ち上げ、新台幣56億元の予算を計上し、新型の補給艦を建造することとなった。この艦の設計は海軍造船発展センターと財団法人船舶と海洋産業研究開発センター(SOIC)に委託された。
2011年12月、新型補給艦の建造契約が台湾国際造船によって新台幣40.9億元で落札され、翌年の12月21日に建造が開始される予定でした。交艦は2014年6月を見込んでいました。しかし、台湾国際造船高雄工場の大型クレーンが2014年3月31日に強風の影響で損傷し、さらに台湾国際造船は試験の際に当初採用した主機が要求を満たしていないことを発見しました。そのため、主機の更換が必要となり、受領式は2015年1月23日に延期され、就役式も同年3月末に順延されました。
「磐石」が就役した後、すぐに台湾海軍105年(2016)敦睦支隊の旗艦として任務を開始しました。艦内に設置された広報館では、友邦の市民や在外同胞が見学することができ、艦に随伴する海軍楽儀隊や陸戦莒拳隊も文化交流の役割を果たしました。その後、毎年の敦睦支隊でも磐石艦が旗艦として活躍しています。

## 設計

### 船体
「磐石」の艦体と主マストはレーダーのステルス性を考慮して設計されており、不規則な形状を可能な限り減少させることで、レーダー波の反射を低減しています。また、主機から排出される排気の温度は摂氏225度以下に制御されており、赤外線の痕跡を大幅に低減しています。この艦の右舷には舷側車両用のサイドランプが設置されており、艦全体には2基の4トンクレーンと2基の6トンクレーンが装備されていて、物資の迅速な積み下ろしが可能です。
さらに、「磐石」の艦尾には長さ36メートル、幅26.5メートルのヘリコプター甲板があり、最大荷重は33.3トンに達します。これにより、台湾陸軍のCH-47SD輸送ヘリコプターや台湾海軍のS-70C(M)-1/2 哨戒ヘリコプターの離着陸が可能で、また米軍のCH-53Eスーパースタリオンも着陸できるため、物資の補給や負傷者の後送に便利です。

### 補給機能
「磐石」の艦体中部両舷には6つの補給ステーションが設置されており、前後の4つが液体貨物用、中央の2つがドライカーゴ用です。これにより、同時に両側の各艦船に対して燃料と物資の補給が可能です。各ドライカーゴステーションは毎時2トンの弾薬と物資を輸送でき、液体貨物ステーションは7インチの蛇管を使用し、各ステーションで毎時11万ガロンの燃料を供給することができます。

### 医療機能
「磐石」は野戦病院レベルの医療施設を備えており、診療室、手術室、歯科室（X線撮影室付）、消毒室、一般病房12床、負圧隔離病房3床を設置しています。すべての病室には酸素供給システムが完備されています。さらに、艦上には耳鼻咽喉科診療台、内視鏡システム、血液自動分析装置、超音波診断装置、移動式X線撮影機、歯科用スケーリング装置、麻酔器、オートクレーブ、紫外線消毒器が揃っており、全体的な設備は一部地域の病院よりも充実しています。

### 主機制御システム
艦艇の自動化と管理能力を向上させるため、「磐石」は協聚徳社が設計した統合型主機制御システムを採用しています。このシステムは、推進、電力、補機、油水、ダメージコントロール、その他の6つのサブシステムで構成されており、グラフィカルユーザインタフェースを通じて艦全体の状態をリアルタイムで表示し、自己診断やレポート印刷などの機能を備えています。

### 兵装
「磐石」の初期モデルでは、艦首に76mm単装速射砲が搭載されており、艦体の前後にはそれぞれ1基のファランクス 20mmCIWSが設置されています。艦橋の前方両側と格納庫の両側にはボフォース 40mm機関砲が各1基ずつ配置されていますが、実際の艦艇では格納庫の両側にのみボフォース 40mm機関砲が設置されています。艦首の76mm単装速射砲はRIM-72Cシーチャパラルに変更され、艦体前後のファランクスCIWSはモデルと同じです。

## 艦歴
AOE-532「磐石」は2012年12月21日に正式に建造を開始し、翌年の11月5日に進水式が行われ、「磐石軍艦」と命名されました。磐石軍艦は2015年1月23日に中華民国海軍に引き渡され、3月31日に高雄市左営軍港の水星埠頭で正式に就役しました。2016年から2020年の間、敦睦遠航訓練支隊の旗艦を務め、マーシャル諸島、グアテマラ、エルサルバドル、ニカラグア、パナマ、キリバス、パラオ、ホンジュラス、ソロモン諸島などの国々を訪問しました。
2020年にパラオを訪れた際、磐石軍艦でCOVID-19の集団感染が発生し、36名の士官と兵士が確診しました。この感染は、翌年度の敦睦艦隊の遠航訓練が中止される直接的な要因となりました。

## 同型艦
| 艦番号  | 艦名 | 造船所       | 起工           | 進水          | 受領          | 就役          | 注釈 |
| ------- | ---- | ------------ | -------------- | ------------- | ------------- | ------------- | ---- |
| AOE-532 | 磐石 | 台湾国際造船 | 2012年12月21日 | 2013年11月5日 | 2015年1月23日 | 2015年3月31日 |      |
| AOE-533 | N/A  | 台湾国際造船 | N/A            | N/A           | N/A           | N/A           |      |

「国家档案情報網」の情報によれば、台湾海軍司令部は2021年7月29日から10月18日の間に、「禎祥二号計画」に関する文書を作成しました。これには、「磐石」の補給ステーションの改善案が含まれています。これは、台湾海軍が「磐石」の後継艦を建造する準備をしていることを意味し、「武夷」を置き換える予定です。

## ギャラリー

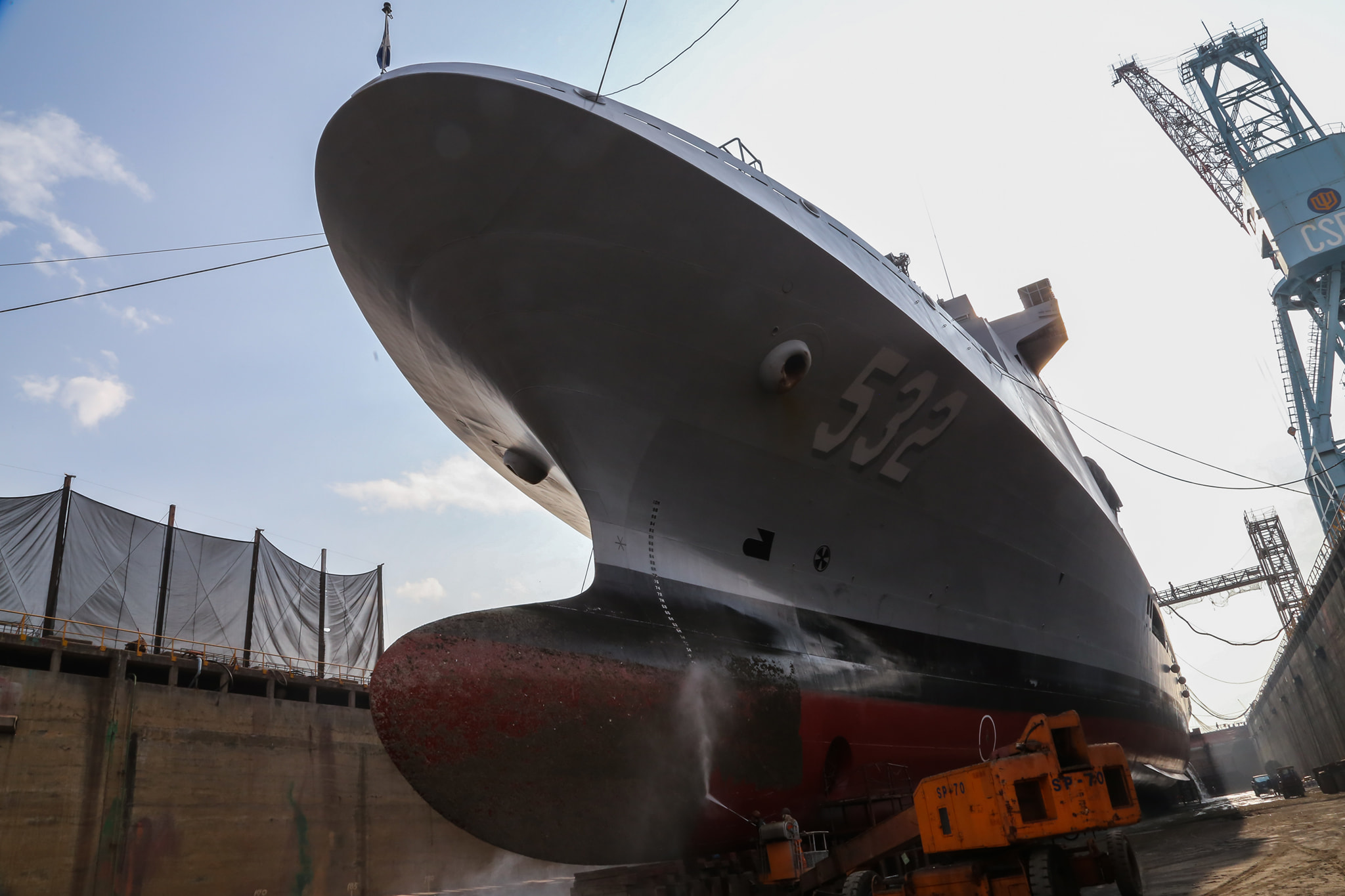
艦艏
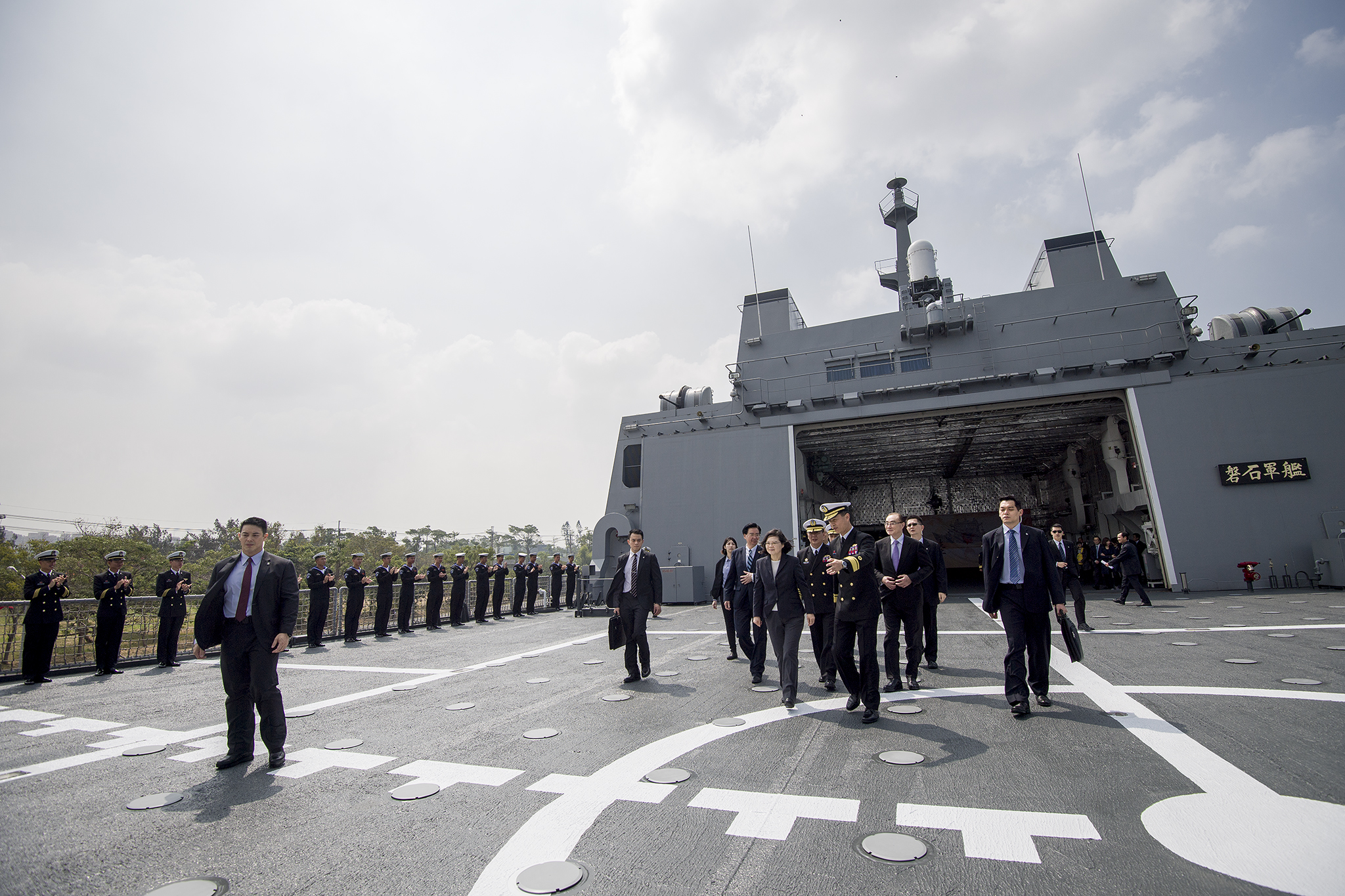
ヘリコプター甲板とヘリコプター格納庫
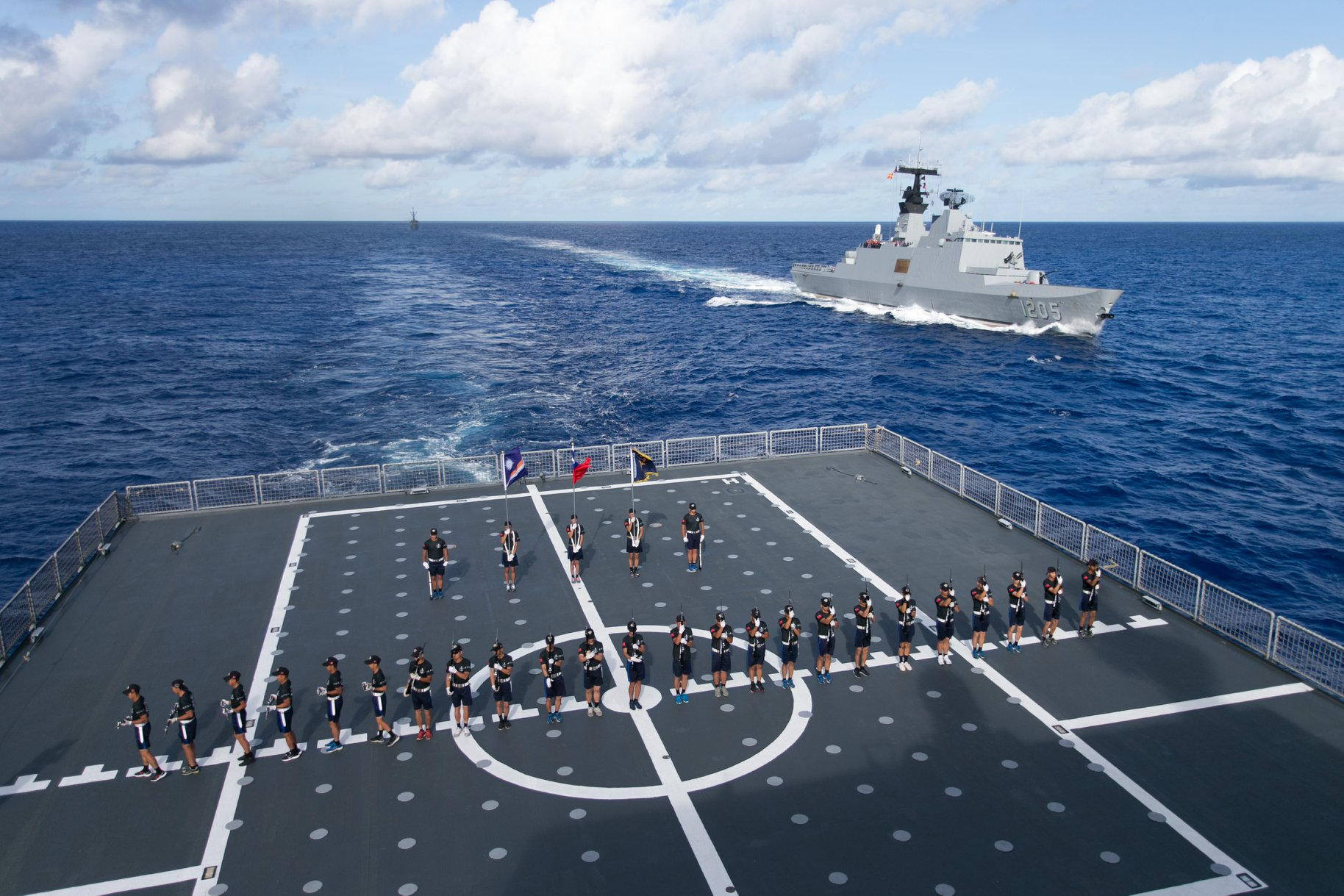
ヘリコプター甲板
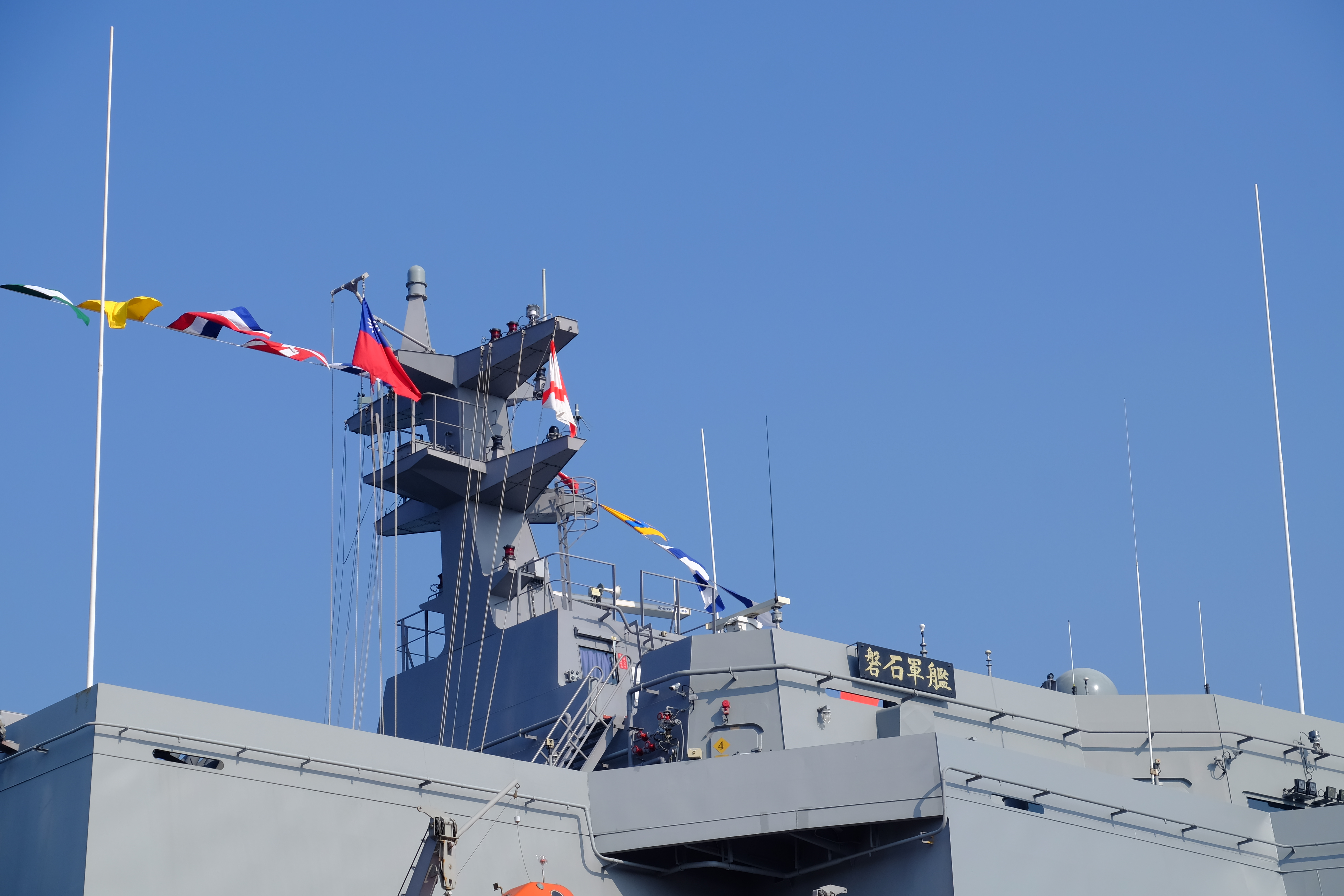
マスト
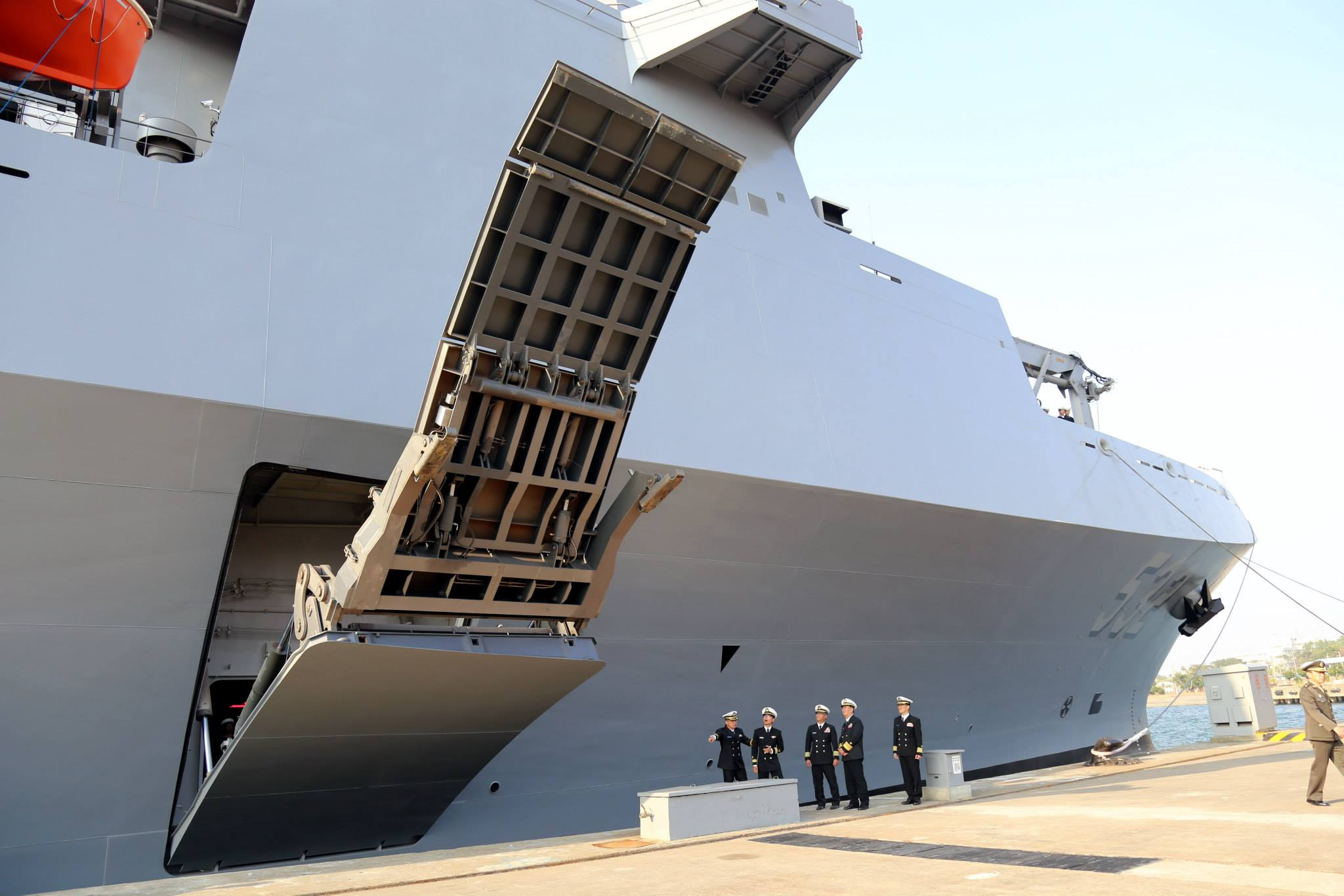
右舷側のサイドランプ
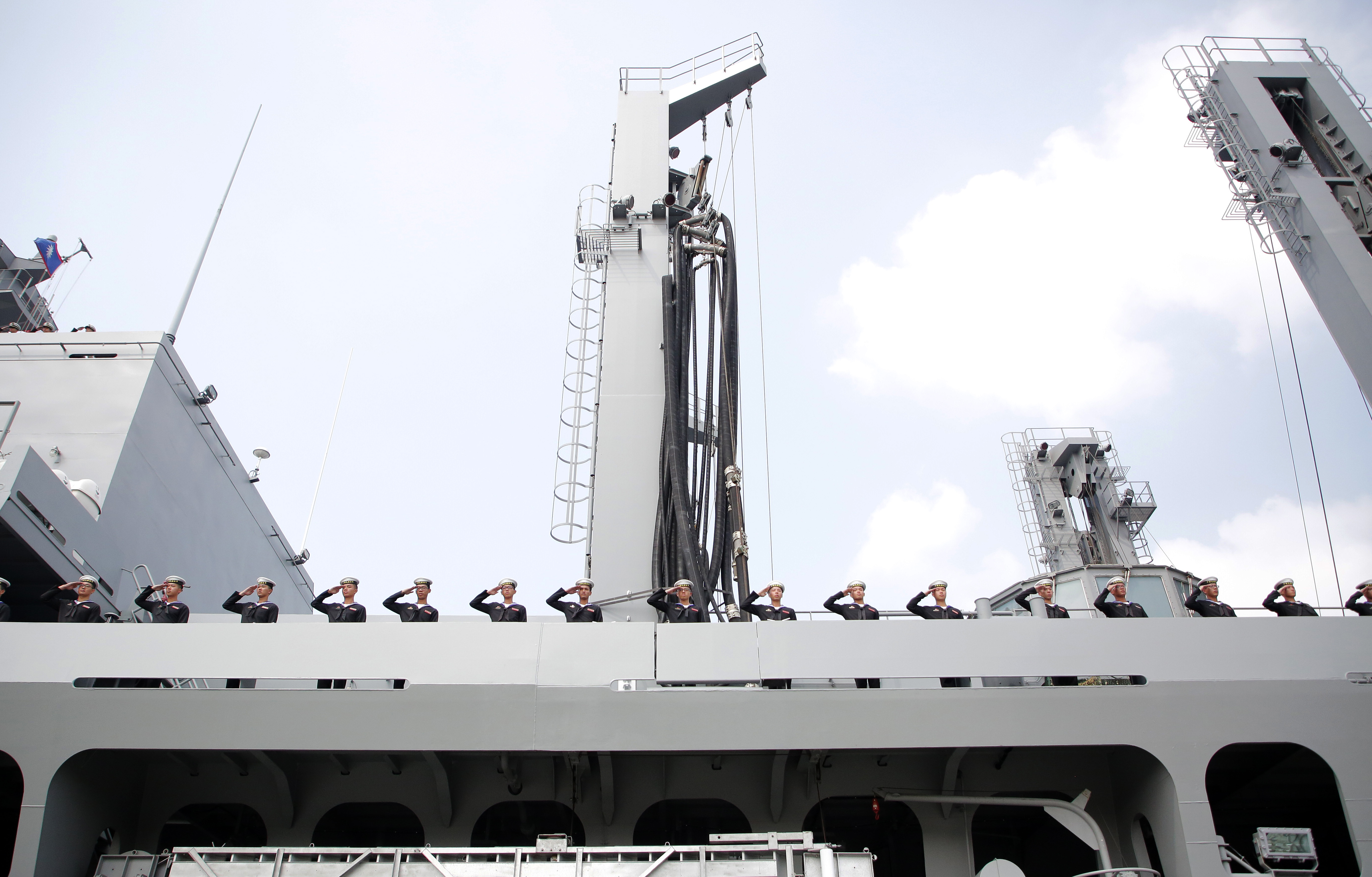
「磐石」の補給ステーション
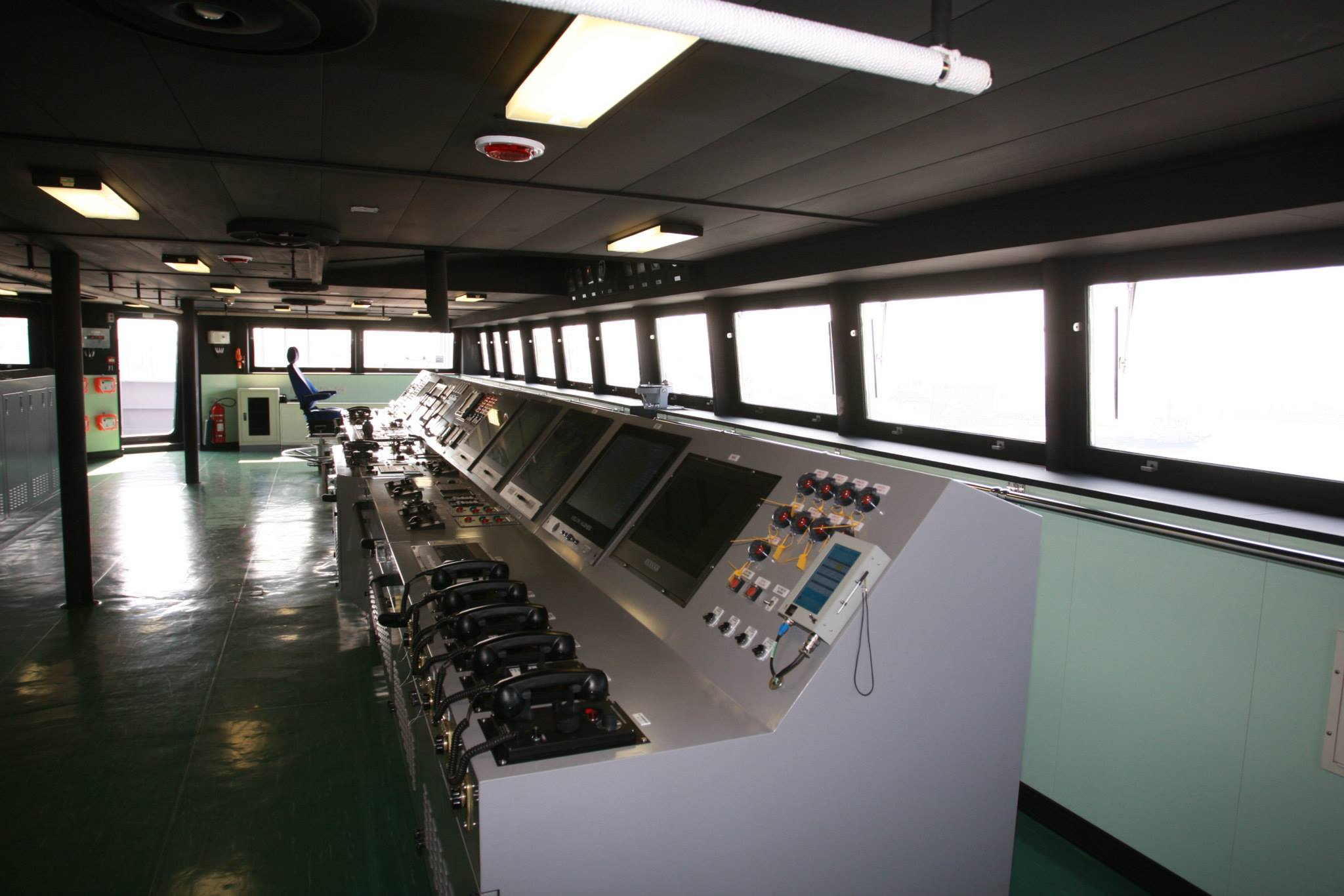
操舵室
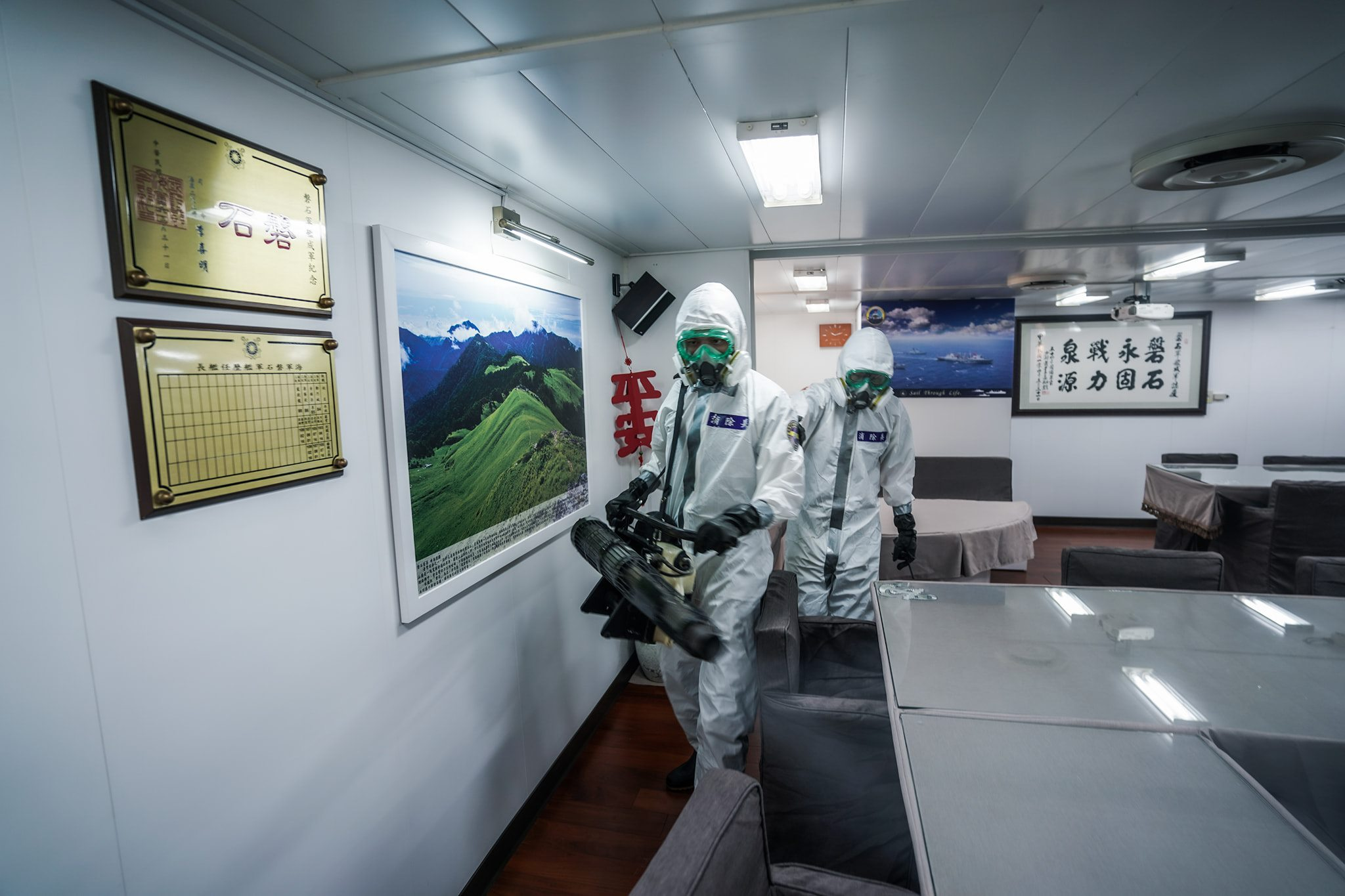
上級士官室
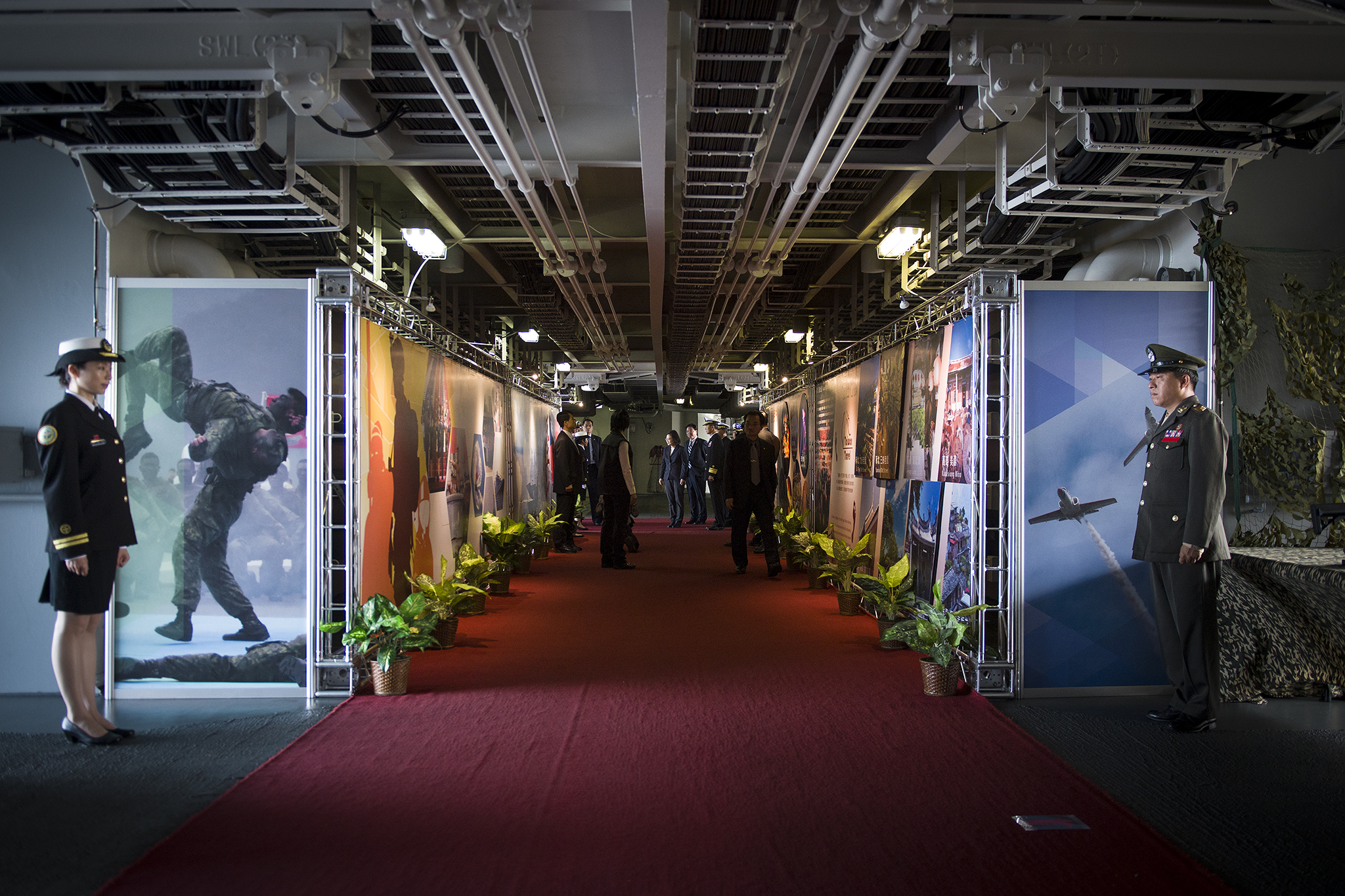
艦内広報館
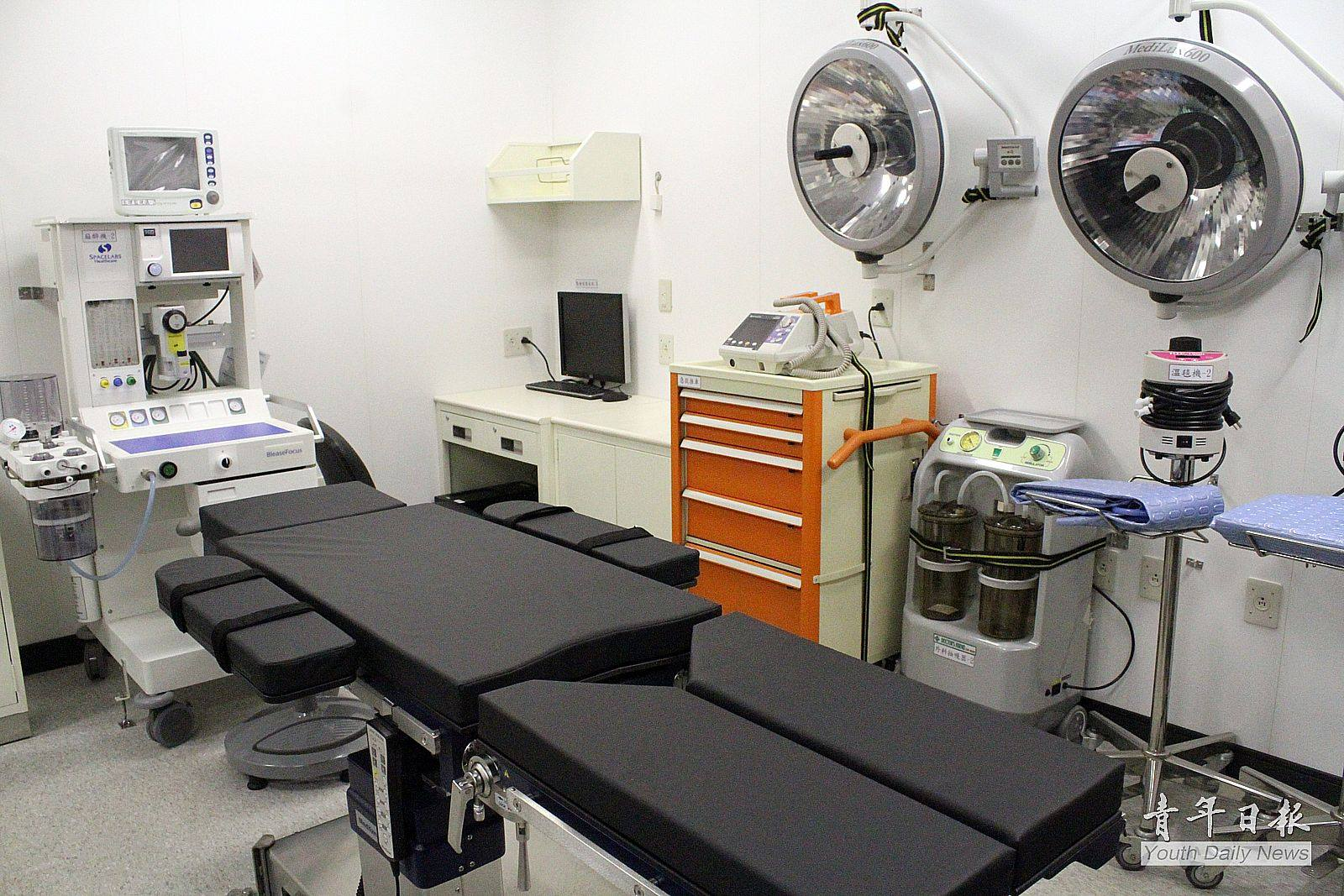
艦内手術室
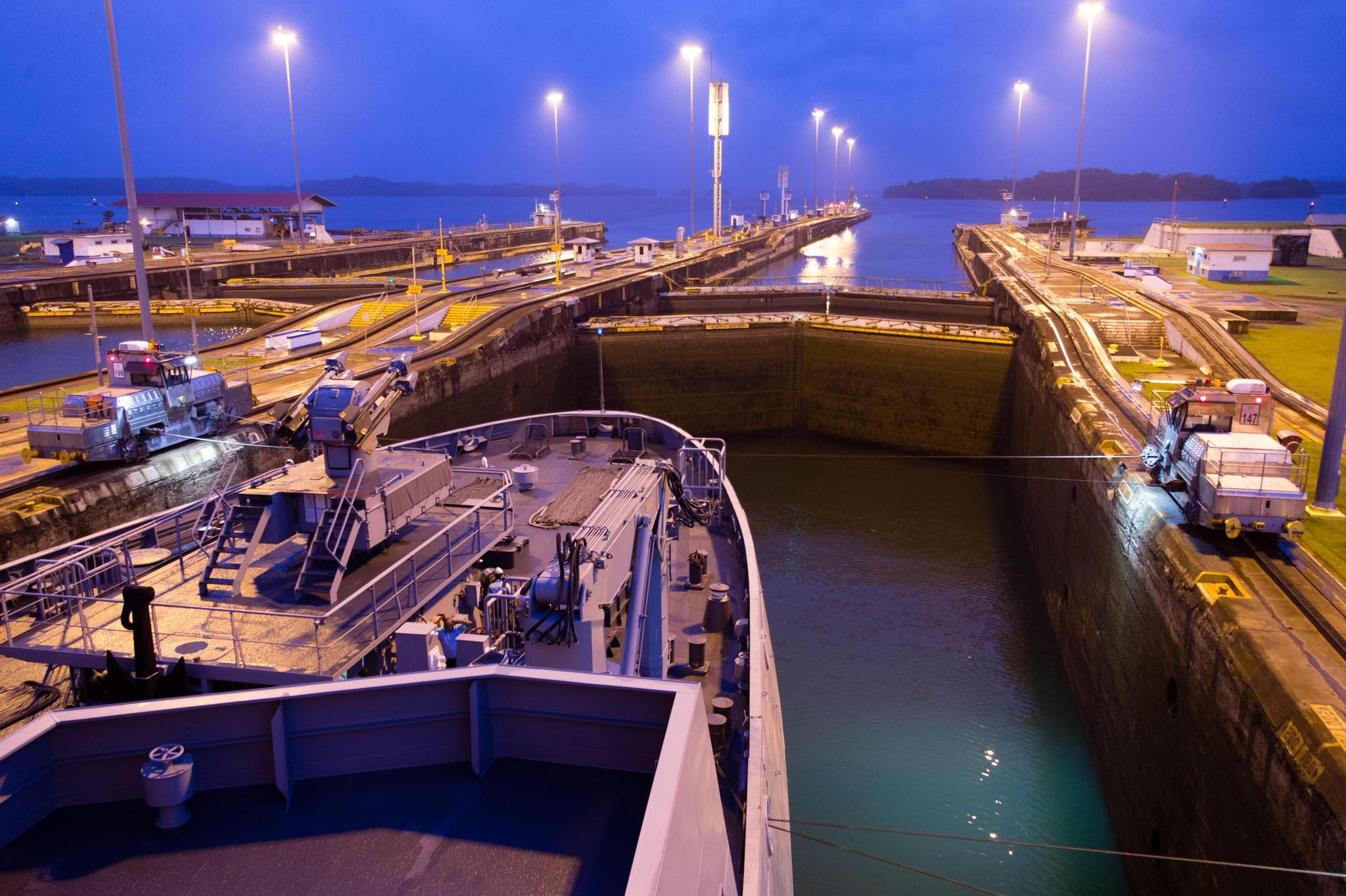
パナマ運河を通過している「磐石」
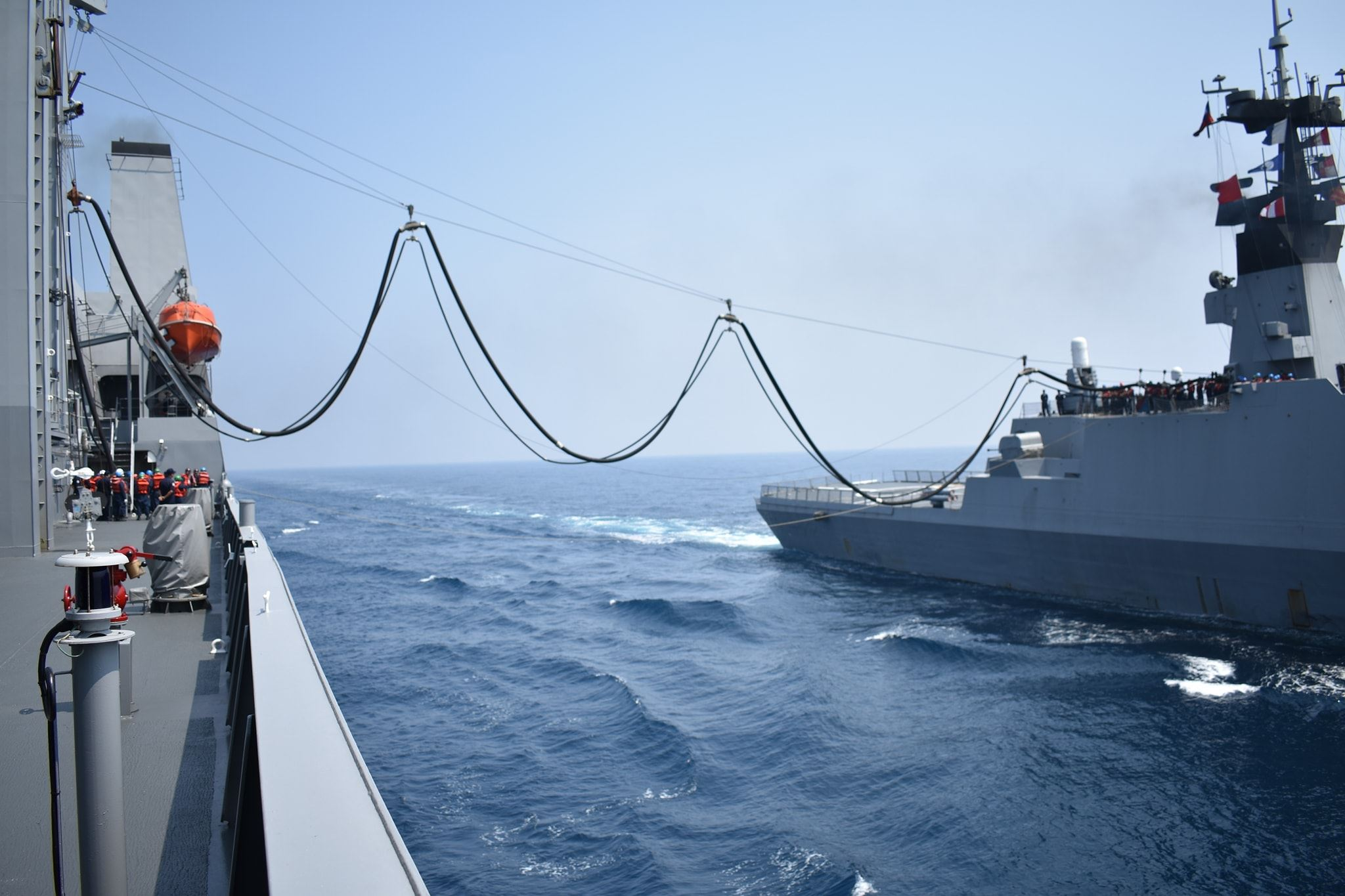
海上補給訓練を行っている「磐石」